# Katie Kubert
Katie Kubert ( /ˈkjuːbərt/) es una editora de cómics estadounidense. Es conocida por su trabajo en DC Comics, donde supervisó la reinvención de los cómics de Batgirl.

## Vida temprana
Katie Kubert se graduó de la Universidad de Boston en 2006 con una Licenciatura en Ciencias en Estudios de Cine/Video e Historia del Arte.
Kubert es la nieta del artista de cómics Joe Kubert, así como la sobrina de los artistas de cómics Adam Kubert y Andy Kubert.

## Carrera
En 2011, Kubert comenzó su carrera en DC Comics como coordinadora de preimpresión. Posteriormente, ascendió a editora asistente, editora asociada y, finalmente, a editora. Durante su tiempo en DC, dedicó gran parte de su tiempo a supervisar la reinvención de los cómics de Batgirl.
Como editora, Kubert desarrolló el relanzamiento de varios cómics que incluyen a Harley Quinn, Grayson y Batman Eternal. También apareció como personaje en el cómic Harley Quinn Invades Comic-Con International, donde se queja de su "trabajo desmoralizador". Rich Johnston de Bleeding Cool calificó su aparición de irónica, ya que su escena en el cómic se creó antes de que anunciara a DC Comics que había aceptado un trabajo en Marvel Comics.
En 2014, Kubert se incorporó a Marvel Comics como editora. Allí colaboró en el lanzamiento de varias series nuevas, entre ellas Gamora (2017), She-Hulk (2017), A-Force (2016), Squadron Supreme (2016), Nighthawk (2016), Agents of SHIELD (2016), Spider-Man and the X-Men (2015), Guardians 3000 (2015), Guardians Team-Up (2015) y la serie semanal Wolverine (2014).
En 2017, Kubert regresó a DC Comics.  

## Historietas
Como editora, a menos que se indique lo contrario
- Cómics de la reinvención de Batgirl (2014)
- Harley Quinn (2014)
- Grayson (2014)
- Cómics semanales de Batman Eternal (2014)
- Wolverine (2014)
- Guardians Team-Up (2015)
- Guardians 3000 (2015)
- Cómics de Spider-Man and the X-Men (2015)
- Agents of S.H.I.E.L.D.(2016)
- Nighthawk (2016)
- Squadron Supreme (2016)
- A-Force (2016)
- Gamora (2017)
- She-Hulk (2017)
- Sideways (2018)
- Absolute Martian Manhunter (2025)
- Absolute Green Lantern (2025)